# Restorff-Effekt
Der Restorff-Effekt bezeichnet das Faktum, dass man sich an die sich von der Umgebung unterscheidenden Inhalte besser erinnern wird. Somit lässt sich dieser Effekt aus dem Prinzip der guten Gestalt ableiten. Der Restorff-Effekt wurde erstmals von der deutschen Psychologin Hedwig von Restorff (1906–1962) nachgewiesen. In der englischen Sprache wird dieses Phänomen auch als Von Restorff effect bezeichnet.
Unterscheiden sich Inhalte einer Lernreihe ihrer Materialart nach voneinander, so werden diejenigen Aufgaben bzw. Glieder, welche sich ihrer Art nach von der Mehrzahl der anderen abheben (sogenannte isolierte Glieder), besser behalten als jene, welche ihrer Art nach der Mehrzahl der anderen gleichen (sogenannte homogene Glieder).
Bekommt man eine Reihe von Buchstaben vorgelegt, in der ebenfalls eine Zahl steht, so wird man sich die Zahl, im Vergleich zum ganzen Rest an Buchstaben, besser merken. Allgemein kann man also sagen, dass Minderheiten auffallen und deshalb besser im Gedächtnis bleiben.